# Kleinkastell Mainhardt-Ost

Der Vordere Limes mit dem älteren, westlicher gelegenen Neckar-Odenwald-Limes

Das Kleinkastell nach den Grabungsergebnissen von 1975

Das Kleinkastell Mainhardt-Ost war eine römische Fortifikation des Prinzipats am obergermanischen „Vorderen Limes“, der im Jahre 2005 den Status des UNESCO-Weltkulturerbes erlangte. Das Kleinkastell wurde auf dem Boden eines heutigen Ortsteils der Gemeinde Mainhardt im Landkreis Schwäbisch Hall, Baden-Württemberg entdeckt und nach der Erforschung durch Neubauten zerstört.

## Lage
Das Kleinkastell wurde in einer Entfernung von rund 4,5 Kilometern zum südlicher gelegenen Kleinkastell Hankertsmühle errichtet. Ein ähnlicher Abstand ließ sich auch für die Kleinkastelle Ebnisee zu Rötelsee ermitteln und könnte typisch für die kleineren Militärstationen am Limes sein. Die Entfernung zum Kastell Mainhardt beträgt nur rund 300 Meter, zum Limes sind es 30 Meter. Die römischen Militäranlagen und das Lagerdorf (Vicus) von Mainhardt wurden auf dem Nordausläufer einer rund drei Kilometer breiten Hochebene errichtet. Westlich begrenzte ein in das Flusstal der Brettach abfließender Bach, der einen tiefen Geländeeinschnitt hinterlassen hat, die antike Siedlung. Nördlich und östlich fällt das Land zur Brettach hin steil ab. Die Lage wurde stark durch den hier schnurgerade von Nordwesten nach Südosten verlaufenden Vorderen Limes bestimmt, der keine Rücksicht auf die jeweilige topographische Geländesituation nahm. Die Grenzlinie durchquerte das schmale Flusstal nördlich der Siedlung und stieg zwischen der nach Südosten abknickenden Brettach und den Kastellen den Hang zur Hochebene hinauf.

## Forschungsgeschichte
Bis weit in das 20. Jahrhundert befand sich das in der Ortsgeschichte vollständig vergessene Kastell nur knapp unter einem Acker. Der letzte Grundstückseigner erzählte, dass er an manchen Stellen immer wieder den Pflug anheben musste, da dieser durch Gestein behindert wurde. Im Frühjahr 1975 begannen im geplanten Neubaugebiet Mainhardt-Ost Erschließungs- und Kanalisationsarbeiten, dabei wurden im nördlichen Teil des Gebietes auf der damaligen Flur Herrenwiesen zwei Baugruben für ein Ein- und ein Zweifamilienhaus ausgehoben. Der Heimatforscher Horst Clauß, der diese Arbeiten beobachtete, stellte dort am 26. April 1975 Mauerreste in einem Kanalisationsgraben unter dem heutigen Keltenring fest und barg römische Keramikscherben. Die Nähe zum Limes ließ ihn sofort an eine römische Militäranlage denken. Noch am selben Tag wurde eine Untersuchung vorgenommen, bei der sich die abgerundete südwestliche Ecke des Kastells freilegen ließ. Am 29. April nahm die Abteilung Bodendenkmalpflege des Landesdenkmalamtes Baden-Württemberg unter der Leitung des Grabungstechnikers Eugen Stauß ihre Arbeit auf. Bis 19. Mai desselben Jahres musste die Notgrabung abgeschlossen werden. Trotz des raschen Einschaltens der Behörde hatte das Bauunternehmen die Erdarbeiten auf den Nachbargrundstücken vorangetrieben und unnötigerweise fast die komplette nördliche Flanke des Kleinkastells zerstört.

## Baugeschichte
Während der Grabungen zeigte sich, dass die 0,90 Meter breite, aus grob zugehauenen, lokal anstehenden Stubensandsteinen errichtete Umfassungsmauer noch gut und stellenweise bis zu 0,70 Meter hoch erhalten war. Im Inneren der quadratischen, 25,4 × 25 Meter umfassenden Anlage konnten entlang dieser Mauer zahlreiche Pfostengruben erfasst werden. Insbesondere an der Westseite traten dabei größere und kleinere Gruben in regelmäßigen Abständen auf. Die Gruben gehörten zu einem hölzernen Wehrgang, der sich an die Wehrmauer anlehnte und rückwärtig durch hölzerne Ständer getragen wurde. Das nach Osten, zum Limes hin orientierte Tor – das einzige der Anlage – wurde vollständig untersucht. Es hatte eine lichte Weite von drei Metern und wurde von zwei ins Lagerinnere springenden, 3,30 Meter langen Zungenmauern flankiert. Mittig in der Tordurchfahrt wurde eine einzelne Pfostengrube festgestellt, die möglicherweise zu einem über dem Zugang errichteten kleinen Turm oder einer gesicherten Plattform gehört haben könnte.
Als Annäherungshindernis lag ein rund zwei Meter breiter Spitzgraben um die Befestigungsanlage. Aufgrund des engen Zeitplans, den die Verantwortlichen der geplanten Neubebauung vorgaben, konnte jedoch nur ein Teil dieses Grabens aufgedeckt werden, bevor er zerstört wurde.
Die Befunde im Inneren des Kleinkastells ließen sich aufgrund verschiedener Erdbewegungen, die seit dem Ende des Vorderen Limes stattgefunden hatten, nicht immer deutlich erkennen. Unter einer von angeziegeltem Brandlehm durchsetzten abschließenden Brandschicht zeichneten sich verschiedene Pfostengruben und Gräbchen ab, die zu der hölzernen Innenbebauung gehört haben. Die Grundrisse dieser Bauten ließen sich zwar nicht mehr einwandfrei ermitteln, doch können diese durch Grabungsergebnisse aus vergleichbaren Kleinkastellen wie der Anlage Rötelsee ergänzt werden. So wird es auch in Mainhardt-Ost eine im Karree angeordnete Bebauung gegeben haben, die sich zum Tor hin öffnete. Der dabei entstandene Innenhof erhielt eine Bodenbefestigung, die während der Grabung noch festgestellt werden konnte.

## Zu Funktion und Datierung
Im Kleinkastell Mainhardt-Ost waren rund 20 bis 30 Mann stationiert. Der Archäologe und Limesexperte Dieter Planck fasste eine Reihe sich in Größe, Bauweise und Entfernung vom Grenzwall ähnelnder Anlagen von Kleinkastellen am obergermanischen Limes, unter der Bezeichnung Feldwachen vom Typus Rötelsee zusammen. Anhand datierbarer Funde in von ihm untersuchten Anlagen geht er davon aus, dass dieser Typus vermutlich erst im späten 2. Jahrhundert entstanden sei. Der Archäologe Andreas Thiel datierte diesen Kastelltyp sogar noch jünger, in die späte Limeszeit. Die Reduzierung der Truppen zu diesem Zeitpunkt habe eine Umorganisation der Grenzüberwachung nach sich gezogen. An die Stelle der ständig besetzten Turmstellen seien nun die Kleinkastelle dieses Typus getreten, um die Überwachung der Grenze mit einer Mannschaftsstärke zu bewältigen, die zur Besetzung der Turmstellen nicht mehr genügt hätte.
Kleinkastelle gehörten neben den Türmen zu den wesentlichen Stützpunkten der römischen Truppe direkt hinter dem Limes. Im Zuge des Limesfalls, der 259/260 n. Chr. zur Aufgabe der Agri decumates (Dekumatland) führte, wurden die noch bestehenden römischen Grenzanlagen von den Truppen geräumt, wenn sie nicht schon zuvor gewaltsam zerstört worden waren. Münzen aus der Regierungszeit des Kaisers Gallienus (253–260) fanden sich im Kleinkastell Rötelsee. Aus dem ebenfalls am Vorderen Limes errichteten Kleinkastell Haselburg ist ein Antoninian des Gallienus belegt, der frühestens 259 geprägt wurde.

## Funde
Zum Fundmaterial gehören einige eiserne Gegenstände und die recht zahlreich vertretene Keramik. Wie auch an ähnlichen Kleinkastellen des Vorderen Limes nachgewiesen wurde, gehörte Mainhardt-Ost nicht der Frühphase dieser Limeslinie an. Besonders auffällig war eine große Zahl an Keramiktöpfen mit herz- beziehungsweise sichelförmigen Randbildungen, die für das ausgehende 2. und die erste Hälfte des 3. Jahrhunderts typisch sind.

## Denkmalschutz
Das Bodendenkmal ist geschützt als eingetragenes Kulturdenkmal im Sinne des Denkmalschutzgesetzes des Landes Baden-Württemberg (DSchG). Nachforschungen und gezieltes Sammeln von Funden sind genehmigungspflichtig. Zufallsfunde sind an die Denkmalbehörden zu melden.